# Castizo

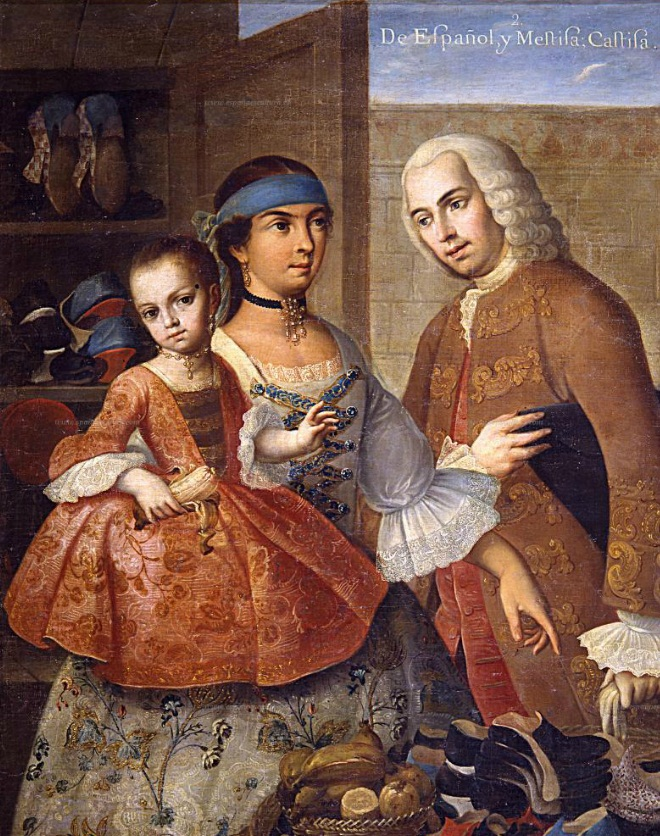
Pintura «De español y mestiza, castiza» de Miguel Cabrera, México, 1763

Castizo (em português: castiço) era uma casta que fazia parte do Sistema de castas nas colônias espanholas, estabelecido pelo Império Espanhol em suas províncias americanas a partir do século XVI. As castas classificaram as pessoas que nasceram como resultado do "cruzamento" das três raças que a Espanha considerava existentes: indígena, negra e espanhola, também chamada branca. A casta castizo foi definida pelo cruzamento de indivíduos pertencentes à casta mestiço com a raça espanhola. Os castizos eram geralmente pessoas com 75% de ancestralidade europeia. Hoje em dia o termo castizo também passou a significar pessoas mestiças de pele clara, em comparação a mulatos, mestizos e pardos, que seriam pessoas mestiças de pele escura.
Sob o sistema de castas, o filho de um espanhol e um(a) castizo(a) ou um castizo(a) e um espanhol era classificado como crioulo (um espanhol nascido nas Américas); portanto, o descendente regenerava sua "pureza de sangue" (limpeza de sangue). Para aqueles castizos nos quais sua porcentagem de antepassados ameríndios não era inteiramente evidente, eles simplesmente se consideravam dentro do grupo de crioulos. Se uma pessoa castiza tinha filhos com uma espanhola, ou crioula, o resultado era que o descendente voltou a ser espanhol.